# Чалліс (Айдахо)
Чалліс (англ. Challis) — окружний центр і найбільше місто в окрузі Кастер, штат Айдахо, США. Згідно з переписом 2010 року населення становило 1081 особу, що на 172 особи більше, ніж 2000 року.

## Географія
Чалліс розташований за координатами 44°30′19″ пн. ш. 114°13′38″ зх. д. / 44.50528° пн. ш. 114.22722° зх. д. (44.505154, -114.227231).  За даними Бюро перепису населення США в 2010 році місто мало площу 4,85 км², з яких 4,78 км² — суходіл та 0,07 км² — водойми.

### Клімат
| Клімат : Чалліс                    | Клімат : Чалліс | Клімат : Чалліс | Клімат : Чалліс | Клімат : Чалліс | Клімат : Чалліс | Клімат : Чалліс | Клімат : Чалліс | Клімат : Чалліс | Клімат : Чалліс | Клімат : Чалліс | Клімат : Чалліс | Клімат : Чалліс | Клімат : Чалліс |
| Показник                           | Січ.            | Лют.            | Бер.            | Квіт.           | Трав.           | Черв.           | Лип.            | Серп.           | Вер.            | Жовт.           | Лист.           | Груд.           | Рік             |
| Середній максимум, °C              | −0,3            | 3,8             | 9,4             | 14,8            | 19,7            | 24,9            | 29,6            | 28,9            | 23,5            | 16,2            | 5,9             | −0,2            | 14,7            |
| Середній мінімум, °C               | −10,9           | −8              | −3,4            | 0,0             | 4,1             | 7,9             | 11,0            | 10,1            | 5,2             | 0,4             | −5,1            | −10,7           | 0,1             |
| Норма опадів, мм                   | 13              | 9               | 15              | 15              | 28              | 25              | 20              | 17              | 16              | 11              | 14              | 13              | 196             |
| ---------------------------------- | --------------- | --------------- | --------------- | --------------- | --------------- | --------------- | --------------- | --------------- | --------------- | --------------- | --------------- | --------------- | --------------- |
| Джерело: NOAA (normals, 1971–2000) |                 |                 |                 |                 |                 |                 |                 |                 |                 |                 |                 |                 |                 |

## Демографія

### Перепис 2010 року
За даними перепису 2010 року, у місті проживало 1 081 осіб у 502 домогосподарствах у складі 277 родин. Густота населення становила 225,6 ос./км². Було 598 помешкань, середня густота яких становила 124,8/км². Расовий склад міста: 93,6 % білих, 0,1 % афроамериканців, 0,8 % індіанців, 0,3 % азіатів, 3,5 % інших рас, а також 1,7 % людей, які зараховують себе до двох або більше рас. Іспанці та латиноамериканці незалежно від раси становили 7,2 % населення.
Із 502 домогосподарств 26,7 % мали дітей віком до 18 років, які жили з батьками; 43,4 % були подружжями, які жили разом; 7,2 % мали господиню без чоловіка; 4,6 % мали господаря без дружини і 44,8 % не були родинами. 39,0 % домогосподарств складалися з однієї особи, в тому числі 15,6 % віком 65 і більше років. У середньому на домогосподарство припадало 2,14 мешканця, а середній розмір родини становив 2,84 особи.
Середній вік жителів міста становив 42 роки. Із них 21,3 % були віком до 18 років; 6,7 % — від 18 до 24; 26,3 % від 25 до 44; 28,5 % від 45 до 64 і 17,2 % — 65 років або старші. Статевий склад населення: 55,0 % — чоловіки і 45,0 % — жінки.
Середній дохід на одне домашнє господарство  становив 44 299 доларів США (медіана — 33 603), а середній дохід на одну сім'ю — 51 269 доларів (медіана — 43 295). Медіана доходів становила 59 792 долари для чоловіків та 26 563 долари для жінок. За межею бідності перебувало 18,6 % осіб, у тому числі 19,8 % дітей у віці до 18 років та 27,2 % осіб у віці 65 років та старших.
Цивільне працевлаштоване населення становило 412 особи. Основні галузі зайнятості: мистецтво, розваги та відпочинок — 19,7 %, сільське господарство, лісництво, риболовля — 19,7 %, освіта, охорона здоров'я та соціальна допомога — 12,4 %, роздрібна торгівля — 10,2 %.

### Перепис 2000 року
За даними перепису 2000 року, в місті проживало 909 осіб у 410 домогосподарствах у складі 248 родин. Густота населення становила 197,2 ос./км². Було 525 помешкань, середня густота яких становила 113,9/км². Расовий склад міста: 97,14 % білих, 0,88 % індіанців, 1,21 % інших рас і 0,77 % людей, які зараховують себе до двох або більше рас. Іспанці та латиноамериканці незалежно від раси становили 3,85 % населення.
Із 410 домогосподарств 29,0 % мали дітей віком до 18 років, які жили з батьками; 52,4 % були подружжями, які жили разом; 5,1 % мали господиню без чоловіка, і 39,3 % не були родинами. 35,6 % домогосподарств складалися з однієї особи, в тому числі 17,6 % віком 65 і більше років. У середньому на домогосподарство припадало 2,21 мешканця, а середній розмір родини становив 2,90 особи.
Віковий склад населення: 25,0 % віком до 18 років, 4,7 % від 18 до 24, 26,0 % від 25 до 44, 24,9 % від 45 до 64 і 19,5 % років і старші. Середній вік жителів — 42 року. Статевий склад населення: 49,5 % — чоловіки і 50,5 % — жінки.
Середній дохід домогосподарств у місті становив $29 904, родин — $39 444. Середній дохід чоловіків становив $38 250 проти $21 964 у жінок. Дохід на душу населення в місті був $15 803. Приблизно 8,5 % родин і 12,7 % населення перебували за межею бідності, включаючи 8,2 % віком до 18 років і 18,5 % від 65 і старших.